# 핀카스 브라운
핀카스 브라운(Pinkas Braun, 1923년 1월 7일 ~ 2008년 6월 24일)은 스위스의 각본가, 영화배우이다.
취리히에서 태어났으며 뮌헨에서 사망하였다.

## 영화
- 남자가 됐어요 (2002년)
- 코드 네임 K (1997년)
- 삼손과 데릴라 (1996년)
- 블루스맨 (1993년)
- 혈선 (1979년)
- 더 라스트 이스케이프 (1970년)
- 혹성 반란 (1967년) - 아르킨 역
- 알트 위 원더풀? (1958년)